# Керён
Керён (кор. 계룡시?, 鷄龍市?, Gyeryong-si) — город в провинции Чхунчхон-Намдо, Южная Корея. Является одним из самых молодых городов страны — был образован в 2003 году путём отделения от Нонсана. Керён — город военных. Здесь расположено несколько крупных войсковых частей, половина населения города так или иначе связана с военными структурами.

## История
До начала XX века территория, на которой находится современный Керён находилась под юрисдикцией уезда Юнсан. В 1914 году эта земля вошла в состав уезда Нонсан (сейчас город Нонсан). Со временем здесь образовывались всё новые воинские части, особенно сильно милитаризированной эта местность в 1980-х годах, когда сюда было переведено несколько крупных воинских подразделений. В 1991 году здесь был образован специальный населённый пункт Керён, к 1998 году был подготовлен проект создания здесь отдельного города статуса си. В 2003 году этот проект был воплощён в жизнь и город Керён был создан.

## География
Керён — небольшой городок, расположенный в восточной части провинции Чхунчхон-Намдо. На востоке граничит с городом Тэджон, на юге — с Нонсаном и на севере — с Конджу. Ландшафт преимущественно горный, включает в себя гору Керёнсан — один из центров горного туризма в стране.

## Административное деление
Керён административно делится на 3 мёна и 1 тон. Ниже даны их названия на кириллице и хангыле:
- Тумамён (두마면)
- Омсамён (엄사면)
- Намсонмён (남선면)
- Кымамдон (금암동)

Также город делится на 15 тхонов, 63 ри и 463 пана.

## Культура
Культурное наследие Керёна тесно связано прежде всего с династией Чосон. Основные культурные реликты, находящиеся на территории города, относятся именно к этому периоду:
- Ряд конфуцианских монастырей: Уннонджэ, Синвонджэ, Мовонджэ и Юмсонджэ. Конфуцианство было господствующей религией в эпоху Чосон, монастыри же, находящиеся на территории Керёна были построены в разное время — от 1602 года (Уннонджэ) до 1913 года (Юмсонджэ). В этих заведениях работало множество выдающихся литераторов и философов династии Чосон. Некоторые из них, например, Синвонджэ, включены в список культурного наследия страны.
- Святилище Ли Симвона. Ли Симвон — внук вана Хённёна, казнённый по сфальсифицированным обвинениям. Посмертно Ли Симвон был оправдан, и в честь него было построено святилище.
- Синдоанские камни — один из древнейших памятников корейского зодчества. Эти камни когда-то были фундаментом большого дворца в районе Тумамён. Развалины в настоящее время охраняются государством.

## Туризм и достопримечательности
- Главная достопримечательность Керёна — горы Керёнсан. Девственная природа в сочетании с развитой туристической инфраструктурой делает Керёнсан излюбленным местом активного отдыха горожан и туристов.[5] Керёнсан имеет высоту до 845 м. Со времён королевства Объединённое Силла Керёнсан был одним из культурных центров страны. Позже, в эпоху Чосон, здесь располагалось множество храмов и монастырей, многие из которых сохранились до наших дней.

- Пруд Суёнджу. По легенде, этот пруд явился местом рождения дракона, который улетел отсюда в небо. Форма пруда напоминает фаллос, поэтому сюда приходят семейные пары для того, чтобы помолиться о рождении мальчика.[6]

- Пруд Амёнджу. Этот пруд меньше по размерам и глубже, чем Суёнджу. По легенде здесь родилась самка дракона. Форма пруда напоминает вагину, поэтому, следуя народному поверью, здесь собираются семейные пары для того, чтобы помолиться о рождении девочки.[6]

## Символы
Как и все города и уезды в Южной Корее, Керён имеет ряд символов:
- Дерево: сосна
- Цветок: королевская азалия
- Птица: pitta nympha
- Маскот: весёлый дракон Ёндорён